# Biała rewolucja

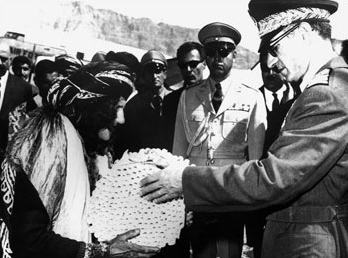
Szach Mohammad Reza Pahlawi rozdaje akty nadania ziemi

Biała rewolucja (pers. انقلاب سفید – Enghelab-e sefid) – proces modernizacji Iranu na wzór zachodni, wdrożony przez szacha Mohammada Rezę Pahlawiego w 1963. Obejmował m.in. reformę rolną, modernizację szkolnictwa i systemu służby zdrowia, nadanie kobietom praw wyborczych. Szach miał nadzieję, że przemiany podniosą poziom życia społeczeństwa, zwłaszcza jego uboższych warstw, a tym samym skłonią większość Irańczyków do popierania monarchii, mimo panującego autorytarnego systemu rządów.  
Biała rewolucja znacząco zmieniła strukturę społeczną Iranu: likwidacji uległa klasa wielkich posiadaczy ziemskich, kilka milionów chłopów pierwszy raz wykupiło ziemię na własność. Podniósł się poziom szkolnictwa i opieki medycznej, wzrosła liczba szkół i przychodni. Równocześnie biała rewolucja wywołała ogromny sprzeciw wśród duchowieństwa szyickiego, które zorganizowało przeciwko zmianom wielotysięczne protesty. Ich uczestnikami byli również Irańczycy o poglądach lewicowych lub liberalnych, którzy nie byli przeciw modernizacji kraju, lecz domagali się jego demokratyzacji. W toku protestów przeciw białej rewolucji liderem opozycji antymonarchicznej stał się Ruhollah Chomejni.

## Tło wydarzeń
Po odsunięciu od władzy premiera Alego Aminiego szach Mohammad Reza Pahlawi przedstawił jego reformatorski program polityczny jako własny i zapowiedział wdrożenie gruntownych przemian w kraju, nazwanych w 1962 białą rewolucją. Celem reform z jednej strony była reakcja na autentyczne potrzeby społeczeństwa; irańska wieś wymagała natychmiastowej modernizacji. Z drugiej strony szach zamierzał uderzyć w interesy dotąd uprzywilejowanych warstw społecznych, by odwrócić uwagę od własnego autorytarnego stylu sprawowania władzy.  

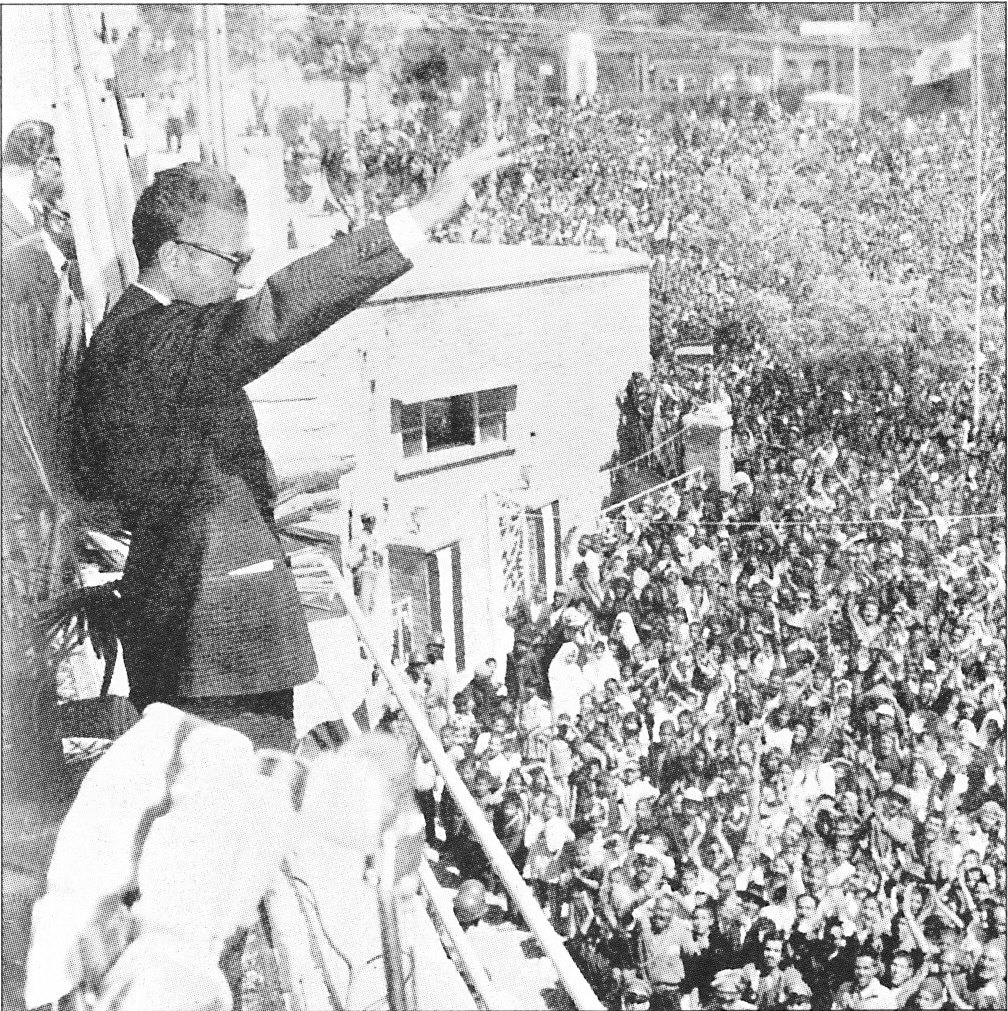
Mohammad Reza Pahlawi przemawia do tłumu, przedstawiając zasady białej rewolucji

W styczniu 1963 projekt reform został poddany pod referendum i zdecydowaną większością głosów przyjęty. Obejmował on: 
- kontynuację rozpoczętej w styczniu 1962 reformy rolnej (była to podstawa całej białej rewolucji[3]),
- sprywatyzowanie państwowych zakładów przemysłowych, by uzyskać fundusze na prowadzenie reformy rolnej,
- zmianę prawa wyborczego, w tym nadanie praw wyborczych kobietom,
- nacjonalizację lasów i pastwisk,
- utworzenie „armii oświaty” – formacji młodych ludzi prowadzących alfabetyzację ludności wiejskiej,
- nadanie robotnikom udziałów we własności zakładów pracy[1].

W następnych latach program białej rewolucji rozwinięto o kolejne zadania, zaczęto ją również nazywać rewolucją szacha i narodu. Wśród nowych projektów znalazły się:
- utworzenie Armii Zdrowia,
- utworzenie Armii Rozwoju,
- utworzenie Domów Sprawiedliwości - lokalnych sądów,
- upaństwowienie wszystkich źródeł pozyskiwania wody pitnej,
- modernizacja obszarów miejskich,
- wprowadzenie systemu bezpłatnej powszechnej oświaty,
- wprowadzenie systemu opieki nad matką i małym dzieckiem,
- wprowadzenie ubezpieczeń społecznych i zabezpieczeń socjalnych dla wszystkich Irańczyków,
- decentralizacja administracji,
- walka z korupcją[1].

Przewidziano również dopuszczenie wyznawców innych religii niż islam do rad miejskich, poprzez wprowadzenie możliwości składania przysięgi przez radnych niekoniecznie na Koran, ale ogólnie na „świętą księgę”.
Wiele z tych założeń nigdy nie zostało zrealizowanych. Nigdy nie wdrożono w życie również projektu utworzenia Armii Wiary – formacji, która miała propagować wśród Irańczyków taką wersję teologii islamskiej, którą popierały władze.

## Przebieg białej rewolucji

### Reforma rolna
Reforma rolna w Iranie została rozpoczęta jeszcze przed oficjalnym początkiem białej rewolucji. Jej deklarowanym celem było uczynienie rolnictwa bardziej wydajnym i zaprowadzenie sprawiedliwych stosunków społecznych na wsi poprzez przekazanie ziemi tym, którzy faktycznie na niej pracowali i ograniczenie znaczenia wielkiej własności. 
W jej pierwszej fazie szach rozparcelował wybrane majątki należące do panującego monarchy. Następnie właściciele dóbr większych niż jedna wieś zostali zobowiązani do sprzedania nadwyżki państwu, z przeznaczeniem do rozparcelowania. Regulacji tej nie podlegały gospodarstwa zmechanizowane i specjalistyczne, co otworzyło pole do licznych nadużyć. Wielu właścicieli, mając możliwość wyboru, które składniki majątku ziemskiego będą podlegały wykupowi, pozbywało się najmniej wartościowych gruntów. Chłopi mieli możliwość zakupu ziemi na 25-letni nieoprocentowany kredyt z nowo powstałego Banku Rolnego, za kwotę odpowiadającą ok. 1/3 wartości rynkowej. Takie prawo otrzymali jednak tylko chłopi, którzy już wcześniej dzierżawili gospodarstwa. Chłopi bezrolni ziemi wykupić nie mogli. Podczas reformy państwo wspierało również mechanizację rolnictwa, subsydiując zakup maszyn rolniczych i pestycydów.
Realizację reformy rolnej zakończono w 1971. W jej rezultacie dwa miliony irańskich chłopów po raz pierwszy stało się właścicielami ziemi, niektórzy następnie wzbogacili się. Znacznie większa grupa chłopów wykupiła jednak działki zbyt małe, by mogły być samowystarczalne (ponad 65% posiadało mniej niż 5 hektarów). Według innego źródła beneficjentami reformy było nawet 9 mln chłopów. Tym samym nie spełniły się założenia szacha, który spodziewał się za pomocą reformy stworzyć klasę zamożnych gospodarzy, wdzięcznych i lojalnych wobec dynastii. Zlikwidowanie klasy wielkich właścicieli i oparcie się na drobnych właścicielach zalecili szachowi amerykańscy doradcy.
Mechanizacja rolnictwa pozwoliła na zwiększenie efektywności produkcji rolnej w Iranie. Szybko jednak jego rozwój utrudniło narzucenie przez państwo niskich cen skupu produkcji rolnej, jak również fakt, że niektórzy rolnicy wrócili do starych metod uprawy. Równocześnie wobec wysokiego przyrostu naturalnego na wsi szybko wzrosło bezrobocie, co stało się przyczyną zmasowanych migracji do miast. Rozwój miast był niezbędny dla modernizacji kraju, ale nowi migranci, opuszczając wieś, zwykle trafiali do tworzących się ubogich dzielnic o wyjątkowo niskim standardzie życia.

### Pozostałe zmiany
Spodziewanych rezultatów nie dała również akcja rozwoju oświaty i walki z analfabetyzmem, chociaż wskaźnik umiejętności czytania i pisania i tak wzrósł z 26 do 42% społeczeństwa. Młodzi wykształceni ludzie, kierowani do pracy na wsi w ramach „armii oświaty”, rzadko byli w stanie porozumieć się z miejscową ludnością. Lepsze efekty dawały inwestycje w szkolnictwo w miastach, gdzie skierowano większość funduszy przeznaczonych na oświatę. Równocześnie w toku białej rewolucji liczba instytucji oświatowych wzrosła trzy razy. Liczba uczęszczających do przedszkoli wzrosła z 13 300 do blisko 222 tys., do szkół podstawowych – z 1 640 000 do ponad czterech milionów, do szkół ponadpodstawowych – z 370 tys. do 740 tys., na uniwersytety – z 24 885 do 145 210. Wzrosła także liczba Irańczyków kształcących się na zagranicznych uczelniach – z 18 do 80 tys.
Dzięki białej rewolucji liczba praktykujących lekarzy wzrosła w Iranie z czterech do ponad dwunastu tysięcy, radykalnie wzrosła liczba przychodni i łóżek szpitalnych. Znacząco poprawił się również standard opieki medycznej. Kraj nadal miał jednak jeden z najniższych na Bliskim Wschodzie wskaźników liczby lekarzy w przeliczeniu na liczbę pacjentów, a poważnym problemem była śmiertelność niemowląt.  
Nacjonalizacja pastwisk i łąk górskich pozbawiła plemiona ich tradycyjnej własności, przekazując ją już nie wspólnotom, ale konkretnym hodowcom. Musieli oni opłacać wypas każdej sztuki bydła. Teoretycznie reforma miała chronić irańskie środowisko naturalne, jednak intensywny wypas na ograniczonych przestrzeniach okazał się dla niego szkodliwy, a hodowla – nieopłacalna. 

## Skutki
Szyickie duchowieństwo zdecydowanie sprzeciwiało się białej rewolucji. Szczególnie ostrej krytyce poddało ono reformę rolną (znaczna część najlepszych jakościowo gruntów należała do duchowieństwa) i projekt nadania kobietom praw wyborczych. W 1963 we wszystkich większych miastach Iranu wybuchły protesty i zamieszki zainspirowane przez duchownych, a wymierzone w przeprowadzane reformy. Zostały one stłumione przez wojsko, według źródeł opozycyjnych padło nawet kilka tysięcy ofiar śmiertelnych. Krytycy białej rewolucji z pozycji religijnych sprzymierzyli się z intelektualistami o poglądach lewicowych i liberalnych, którzy występowali przeciw szachowi w imię demokracji i poszanowania praw człowieka. Wielu uczestników protestów nie było przeciwnych samej modernizacji Iranu, a autorytarnym rządom szacha i jego służalczości wobec USA. Protesty przeciw białej rewolucji wzmocniły jednak głównie opozycję religijną. Pierwszy raz pod rządami Mohammada Rezy Pahlawiego była ona tak liczebna, a duchowni cieszyli się tak wielkim autorytetem. W protestach wzięli udział ajatollahowie Mahmud Taleghani, Esmail Musawi Zandżani, Mohammad Hadi Milani i Mohammad Kazem Szari'atmadari, jednak największą rolę podczas protestów odegrał ajatollah Ruhollah Chomejni. Został on uwięziony, a następnie zwolniony, gdy zobowiązał się do wycofania się z polityki. Jako że ponownie wystąpił z krytyką rządu w 1964, został wydalony z kraju. Osiadł w irackim An-Nadżafie, skąd nadal wzywał do buntu przeciwko szachowi.
Efektem rewolucji było nadanie kobietom czynnych i biernych praw wyborczych oraz prawa do pracy w charakterze prawników, a następnie także sędziów. Wprowadzone w 1976 prawo rodzinne podniosło wiek zamążpójścia do piętnastu lat, jak również wprowadziło dodatkowo obostrzenia w zakresie uzyskiwania przez mężów rozwodu i w zakresie poligamii. Kobiety natomiast uzyskały większe prawa do opieki nad dzieckiem po rozstaniu z mężem. 
W ramach białej rewolucji nigdy nie zabroniono kobietom noszenia chust, natomiast na terenie instytucji publicznych zniechęcano do tego. Propagowano wśród kobiet wiedzę o zdrowiu i seksualności, w tym o metodach kontroli urodzeń. 
Biała rewolucja miała w zamyśle szacha zapobiec rewolucji „czerwonej”. Mohammad Reza Pahlawi wychodził z założenia, że to socjaliści są głównym zagrożeniem dla jego władzy, a nierówności społeczne w Iranie mogą pomóc im pozyskiwać zwolenników. Dlatego wdrażał reformy, które miały temu przeciwdziałać. Ze strony duchowieństwa, mimo jego roli w protestach w 1963, szach nie spodziewał się większego zagrożenia. Zakładał, że w toku modernizacji w Iranie zaniknie tradycyjna kultura szyicka, a kraj upodobni się do zlaicyzowanych państw Europy Zachodniej. Tymczasem biała rewolucja, kreując nową strukturę społeczną, wytworzyła również problemy i napięcia, na które szach nie był przygotowany. Uderzając w wielkich właścicieli ziemskich, szach zburzył pomost łączący go ze społeczeństwem. Zniknęła klasa pośrednicząca dotąd między mieszkańcami wsi a państwem, którego funkcjonariusze często nie byli w stanie porozumieć się z rolnikami. Powstałe wskutek przemian klasy bezrolnych robotników oraz niezależnych drobnych rolników bynajmniej nie stały się filarami monarchii. Pustkę społeczną pozostawioną na wsi przez obszarników szybko zapełniło duchowieństwo szyickie. Również wśród inteligencji, duchowieństwa szyickiego i klasy średniej zmiany społeczne sprzyjały recepcji nowych radykalnych idei religijnych, przede wszystkim haseł Ruhollaha Chomejniego i filozofii Alego Szari'atiego. Jak stwierdził Ervand Abrahamian, biała rewolucja „utorowała drogę do rewolucji islamskiej”.